# القحفة (الرضمة)

تعديل مصدري - تعديل

القحفة (أسرة آل القُحفة، بضم القاف وسكون الحاء، تسكن عديدا من قرى كحلان ويحير وأزال وبقية في الغريرة قيفة من المشايخ في مديرية  الرضمة إحدى مديريات محافظة إب في الجمهورية اليمنية.،ويعود أصلهم إلى ال مهدي من ولد ربيع في قيفه يلتقون نسبا مع الشواهرة في قرية النجد الأحمر عزلة كحلان وآل الذهب مشايخ قيفة) بلغ تعداد سكانها 1800 حسب تعداد اليمن لعام 2004.